# 孔令义
孔令义（1964年3月18日—），男，汉族，祖籍河北省衡水市，1964年3月出生于天津市西青区，1984年7月毕业于沈阳药科大学获药学学士学位，1987年7月毕业于白求恩医科大学获药物化学硕士学位，1992年7月毕业于沈阳药科大学获药物化学博士学位，1992-1994年在中国药科大学担任博士后并出站，1994年3月入党。
1997-2013年任中国药科大学中药学院院长，2013-2024年任中国药科大学副校长。
中药化学和天然药物化学专家、中国药科大学教授，主要从事中药和天然药物物质基础方面的研究工作。入选中华人民共和国教育部第八批"长江学者"特聘教授，曾获得中国国家科技进步奖二等奖。